# Glucosa-6-fosfat deshidrogenasa

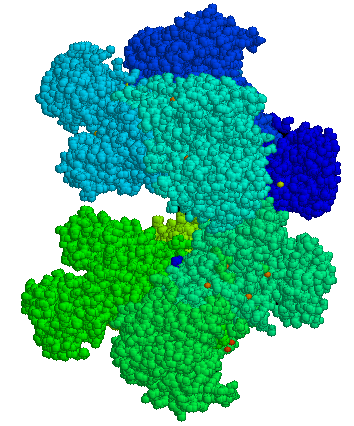
Estructura

La glucosa-6-fosfat deshidrogenasa (G6PD) EC 1.1.1.49 Arxivat 2010-09-03 a Wayback Machine. és un enzim present en tots els éssers vius. En els mamífers catalitza la primera reacció de la via de la pentosa fosfat, la ruta metabòlica que proporciona NADPH a la cèl·lula i pentoses per a la síntesi dels àcids nucleics. La reacció catalitzda per la glucosa-6-fosfat deshidrogenasa és la reducció del NADP+ a expenses de la deshidrogenació de la glucosa-6-fosfat en 6-fosfogluconat:
Actua lentament també sobre la beta-D-glucosa i altres sucres. Certes preparacions també redueixen NAD+ i NADP+.

## Estructura
La glucosa-6-fosfat deshidrogenasa pot existir en forma dimèrica o tetramèrica. Existeixen dues isoformes anomenades curta i llarga de 515 i 561 aminoàcids. La isoforma llarga s'expressa en els limfoblasts, granulòcits i l'esperma.
S'ha identificat un residu químic de lisina com a reactiu nucleòfil associat amb l'activitat de l'enzim. La seqüència al voltant d'aquesta lisina es conserva totalment des de les glucosa-6-fosfat deshidrogenases dels bacteris fins als mamífers.

## Funcions
Per les diverses funcions del NADPH, l'enzim glucosa-6-fosfat deshidrogenasa allarga la mitjana de vida de les cèl·lules. En eritròcits, per exemple, la deficiència de glucosa-6-fosfat deshidrogenasa o la disminució de la seva activitat redueix la vida mitjana dels glòbuls vermells ocasionat anèmia hemolítica.